# Hemiancistrus fugleri
Hemiancistrus fugleri är en fiskart som beskrevs av Ovchynnyk, 1971. Hemiancistrus fugleri ingår i släktet Hemiancistrus och familjen Loricariidae. Inga underarter finns listade i Catalogue of Life.